# Chill Wills
Pour les articles homonymes, voir Wills.
Chill Wills est un acteur et compositeur américain né le 18 juillet 1902 à Seagoville, Texas (États-Unis), mort le 15 décembre 1978 à Encino (Californie).